# Отто Бундсманн
Отто Бундсманн (нім. Otto Bundsmann; 30 травня 1875, Інсбрук — 3 листопада 1951, Інсбрук) — австро-угорський, австрійський і німецький військовий медик, генерал-лейтенант медичної служби австрійської армії (24 серпня 1932), генерал-майор медичної служби запасу вермахту (1 квітня 1939).

## Біографія
1 квітня 1895 року вступив у австро-угорську армію. З 30 вересня 1895 по 1 липня 1900 року вивчав медицину, після чого продовжив службу в армії. Учасник Першої світової війни, після завершення якої залишений в австрійській армії. 31 березня 1935 року вийшов у відставку.
1 квітня 1939 року переданий в розпорядження вермахту. З 28 серпня 1939 року — командир Інсбрукського медичного батальйону. 1 лютого 1940 року відправлений у резерв фюрера, до 30 червня 1943 року перебував у розпорядженні командування 18-го військового округу. 30 листопада 1943 року звільнений у відставку.

## Нагороди
- Ювілейна пам'ятна медаль 1898
- Ювілейний хрест
- Маріанський хрест
- Бронзова і срібна медаль «За військові заслуги» (Австро-Угорщина)
- Відзнака «За заслуги перед Червоним Хрестом»
  - 2-го класу
  - офіцерський хрест з бойовим оздобленням
- Орден Франца Йосифа
  - лицарський хрест
  - офіцерський хрест з військовою відзнакою
- Орден Заслуг pro Merito Melitensi, офіцерський хрест
- Медаль Червоного Хреста (Пруссія) 3-го класу
- Пам'ятна військова медаль (Австрія) з мечами
- Хрест «За вислугу років» (Австрія) 2-го класу для офіцерів (25 років)
- Почесний хрест ветерана війни з мечами
- Медаль «За вислугу років у Вермахті» 4-го, 3-го, 2-го і 1-го класу (25 років)